# Karel Eugenius van Arenberg
Karel Eugenius van Arenberg (Brussel, 8 mei 1633 - Bergen, 25 juni 1681) was een Zuid-Nederlands militair en hertog van Arenberg en Aarschot.
Karel Eugenius was de zoon van Filips Karel van Arenberg en diens derde vrouw Maria Cleopha van Hohenzollern, dochter van Karel II van Hohenzollern-Sigmaringen. Hij was de halfbroer van Filips Frans van Arenberg, die hij in 1674 opvolgde.
Karel Eugenius was aanvankelijk bestemd voor de geestelijke staat. Toen de kinderen van zijn halfbroer stierven, keerde hij terug naar de wereldlijke staat en ging hij in militaire dienst. Hij onderscheidde zich onder andere bij het beleg van Atrecht in 1654.
Na de dood van zijn halfbroer werd hij soeverein heerser over Arenberg, en ook hertog van Aarschot. Koning Karel II benoemde hem in 1675 tot grootbaljuw van Henegouwen en stadhouder van dezelfde provincie. In 1678 werd hij ridder in de Orde van het Gulden Vlies.
Karel Eugenius trouwde in 1660 met Marie-Henriette de Cusance (1624-1701). Zij hadden volgende kinderen:
- Filips Karel Frans (1663-1691)
- Alexander Jozef, prins van Arenberg (1664-1683), gesneuveld in gevechten voorafgaand aan het beleg van Wenen (1683)
- Maria Theresia (1667-1716), huwde een eerste keer met Ottone Enrico del Carretto, landvoogd van de Nederlanden. Na diens dood in 1685 hertrouwde zij met Lodewijk Ernst van Egmont, prins van Gavere (†1693). Deze huwelijken bleven kinderloos.

## Voorouders
| Voorouders van Karel Eugenius van Arenberg | Voorouders van Karel Eugenius van Arenberg                                         | Voorouders van Karel Eugenius van Arenberg                                         | Voorouders van Karel Eugenius van Arenberg                                         | Voorouders van Karel Eugenius van Arenberg                                         | Voorouders van Karel Eugenius van Arenberg                                             | Voorouders van Karel Eugenius van Arenberg                                             | Voorouders van Karel Eugenius van Arenberg                                             | Voorouders van Karel Eugenius van Arenberg                                             |
| ------------------------------------------ | ---------------------------------------------------------------------------------- | ---------------------------------------------------------------------------------- | ---------------------------------------------------------------------------------- | ---------------------------------------------------------------------------------- | -------------------------------------------------------------------------------------- | -------------------------------------------------------------------------------------- | -------------------------------------------------------------------------------------- | -------------------------------------------------------------------------------------- |
| Overgrootouders                            | Jan van Ligne (1525-1568) ∞ Margaretha van der Mark (1527-1599)                    | Jan van Ligne (1525-1568) ∞ Margaretha van der Mark (1527-1599)                    | Filips III van Croÿ (1526-1595) ∞ Johanna Hendrika van Hallewyn (1544-1581)        | Filips III van Croÿ (1526-1595) ∞ Johanna Hendrika van Hallewyn (1544-1581)        | Karel I van Hohenzollern (1516-1576) ∞ Anna van Baden-Durlach (1512-1580)              | Karel I van Hohenzollern (1516-1576) ∞ Anna van Baden-Durlach (1512-1580)              | Floris van Pallandt (1539-1598) ∞ Elisabeth van Manderscheid-Kerpen (1545-1570)        | Floris van Pallandt (1539-1598) ∞ Elisabeth van Manderscheid-Kerpen (1545-1570)        |
| Grootouders                                | Karel van Arenberg (1550-1616) ∞ Anna van Croÿ-Chimay (1527-1599)                  | Karel van Arenberg (1550-1616) ∞ Anna van Croÿ-Chimay (1527-1599)                  | Karel van Arenberg (1550-1616) ∞ Anna van Croÿ-Chimay (1527-1599)                  | Karel van Arenberg (1550-1616) ∞ Anna van Croÿ-Chimay (1527-1599)                  | Karel II van Hohenzollern-Sigmaringen (1547-1606) ∞ Elisabeth van Pallandt (1567-1620) | Karel II van Hohenzollern-Sigmaringen (1547-1606) ∞ Elisabeth van Pallandt (1567-1620) | Karel II van Hohenzollern-Sigmaringen (1547-1606) ∞ Elisabeth van Pallandt (1567-1620) | Karel II van Hohenzollern-Sigmaringen (1547-1606) ∞ Elisabeth van Pallandt (1567-1620) |
| Ouders                                     | Filips Karel van Arenberg (1587-1640) ∞ Maria Cleopha van Hohenzollern (1599-1685) | Filips Karel van Arenberg (1587-1640) ∞ Maria Cleopha van Hohenzollern (1599-1685) | Filips Karel van Arenberg (1587-1640) ∞ Maria Cleopha van Hohenzollern (1599-1685) | Filips Karel van Arenberg (1587-1640) ∞ Maria Cleopha van Hohenzollern (1599-1685) | Filips Karel van Arenberg (1587-1640) ∞ Maria Cleopha van Hohenzollern (1599-1685)     | Filips Karel van Arenberg (1587-1640) ∞ Maria Cleopha van Hohenzollern (1599-1685)     | Filips Karel van Arenberg (1587-1640) ∞ Maria Cleopha van Hohenzollern (1599-1685)     | Filips Karel van Arenberg (1587-1640) ∞ Maria Cleopha van Hohenzollern (1599-1685)     |
| Karel Eugenius van Arenberg (1633-1681)    |                                                                                    |                                                                                    |                                                                                    |                                                                                    |                                                                                        |                                                                                        |                                                                                        |                                                                                        |

- Gemeinsame Normdatei: 1017438501
- Virtual International Authority File: 200734859